# جبهه ملی نجات
جبهه ملی نجات افغانستان، گروهیست که در سال ۱۳۵۷در شهر پیشاور پاکستان توسط صبغت الله مجددی ایجاد شد. این گروه بمنظور دفاع از افغانستان دارای تشکیلات شبه نظامی وسیع بود. سربازان این تنظیم همه مسلمان و جنگ‌های زیادی با دولت افغانستان و روس‌ها پس از کودتای هفت ثور نمودند. در تنظیم اکثراً منوران و علم دوستان چون فضل خالق نياﺯى علی احمد پوپل رئس شفا خانه علی‌آباد، نصیر احمد پوپل، کریم پوپل، حامد کرزی، عبدالرحیم چینزائ محمد نعيم کوچى  و غیره جمع گردیده بودند. پاکستانها بمنظور که این تنظیم وسعت پیدا ننمایند کم‌ترین بودجه مالی را که از طرف ۱۲۵ مملکت کمک می‌گردید به این تنظیم تخصیص داده بود. این تنظیم همیشه در پهلوی جنگ دروازه مذاکرات را بمنظور آمدن صلح در افغانستان بازمانده بود. سر انجام مجاهدین و دولت نجیب الله او را به صفت رئس جمهور افغانسان قبول نموده بودند. مجددی در هشت ثور ۱۳۷۲ به صفت اولین رئس جمهور موقت دولت مجاهدین داخل کابل شدند؛ و از سال ۲۰۰۲ تا 2019 رئیس مشرانو جرگه در پارلمان افغانستان ایفای وظیفه می‌نمایند؛ و هم به حیث رئیس حزب نجات ملی فعالیت دارند.